# Neobomolochus elongatus
Neobomolochus elongatus är en kräftdjursart som beskrevs av R. Cressey 1981. Neobomolochus elongatus ingår i släktet Neobomolochus och familjen Bomolochidae. Inga underarter finns listade i Catalogue of Life.